# Maesobotrya griffoniana
Maesobotrya griffoniana är en emblikaväxtart som först beskrevs av Henri Ernest Baillon, och fick sitt nu gällande namn av Jean Baptiste Louis Pierre och John Hutchinson. Maesobotrya griffoniana ingår i släktet Maesobotrya och familjen emblikaväxter.
Artens utbredningsområde är Gabon. Inga underarter finns listade i Catalogue of Life.